# 아른험바위쥐
아른험바위쥐 또는 아른험랜드바위쥐(Zyzomys maini)는 쥐과에 속하는 설치류의 일종이다. 오스트레일리아에서만 발견된다. 몸길이는 일반적으로 15cm까지 자라고, 몸무게는 100~150g이다. 긴 수염과 부어 오른 꼬리, 로마코가 현지의 다른 설치류와 구별된다. 전적으로 육상성, 야행성 동물이며 먹이는 주로 씨앗과 과일 그리고 일부 식물로 이루어져 있다. 큰 씨앗을 저장해 두거나 먹기 안전한 곳으로 옮기는 습성을 갖고 있다. 연중 번식이 가능하지만 건기 늦기 임신한 상태의 암컷이 드물게 발견된다.
아른험랜드 서부의 사암 육괴 지역의 토착종이며, 개체군은 아주 잘게 절단된 고원의 지형적 복잡성 때문에 심하게 파편적으로 분포한다. 좋아하는 식생 지역은 분포 지역의 군데군데에서 발견되는 몬순 열대 우림이다. 차지하고 있는 전체 영역 면적은 100~1000km2이다.
개체수가 감소 추세를 보이기 때문에 국제 자연 보전 연맹(IUCN)이 "준취약종"으로 분류하고 있다. 개체수의 약 30%는 카카두 국립공원에서 발견된다.